# Kazimierz Burchardt
Kazimierz Burchardt ps. Andrzej (ur. 25 listopada 1925 w Bąkach, zm. 16 listopada 2006) – polski ekonomista, pedagog, harcerz Szarych Szeregów i żołnierz AK. Instruktor harcerski w stopniu harcmistrza, działacz Polskiego Związku Głuchych.

## Życiorys
Syn Aleksandra i Marianny z Wyszpolskich, był uczniem szkoły podstawowej w Piastowie i szkół we Włochach, gdzie w 1945 zdał maturę.
Do harcerstwa wstąpił w 1937 roku (do 21 Mazowieckiej Drużyny Harcerskiej), był zastępowym. W sierpniu 1939 roku pełnił służbę łącznościową. Po wybuchu II wojny światowej działał w Szarych Szeregach, sprawował funkcje drużynowego i komendanta roju (konspiracyjnego hufca) „Grunwald” (Włochy). Współtworzył w latach 1942–1944 roku organizację najmłodszych harcerzy „Zawisza” na obszarze Jelonek, Piastowa, Pruszkowa i Ursusa. Jako żołnierz Armii Krajowej działał w Rejonie VII Obwodu „Obroża”. W 1944 roku ukończył Szkołę Podchorążych „Agricola”. W czasie powstania warszawskiego był jednym z organizatorów biuletynów „Wiadomości Codzienne” („Przegląd Codzienny”?) i „Przegląd Tygodnia” redagowanych na podstawie nasłuchów radia powstańczego „Błyskawica” i BBC. Od września 1944 do stycznia 1945 roku był komendantem proporca „Victoria” w Ulu „Wisła” (Chorągwi Warszawskiej), obejmującego teren Piastowa, Pruszkowa, Ursusa i Włoch oraz wydawcą „Biuletynu Informacyjnego VII Rejonu «Jaworzyn» VII Obwodu «Obroża» AK”.
Studiował na Wydziale Leśnym Szkoły Głównej Gospodarstwa Wiejskiego w Warszawie, ukończył studia magisterskie na Wydziale Pedagogiki Uniwersytetu Warszawskiego oraz studia podyplomowe i doktoranckie w zakresie polityki społecznej na tamtejszym Wydziale Prawa i Administracji.
W 1945 roku uczestniczył w Centralnej Akcji Szkoleniowej ZHP i otrzymał stopień podharcmistrza, a w 1949 roku – harcmistrza. W okresie powojennym pełnił m.in. funkcje komendanta hufców Włochy (1945), Praga Nowa (1947), Powiśle (1948), Wola, Młynów i hufca Mokotów po jego połączeniu z trzech mniejszych hufców, członka komendy i zastępcy komendanta Chorągwi Warszawskiej (1961–1963), był komendantem wielu obozów i wizytatorem. Wieloletni przewodniczący kręgu instruktorów komendy chorągwi (1964–1999) i przewodniczący chorągwianej komisji historycznej. Był członkiem kapituły Krzyża „Za Zasługi dla ZHP” z Rozetą i Mieczami.
Pracował w Centralnym Zarządzie Przemysłu Cukierniczego i Zakładach Przemysłu Cukierniczego „Syrena”. W latach 60. był naczelnym dyrektorem Zjednoczenia Zakładów Szkoleniowo-Produkcyjnych Polskiego Związku Głuchych, w 1981–1986 był wiceprezesem tego związku, organizował różne formy pomocy osobom głuchym.
Odznaczony m.in. Krzyżem Kawalerskim i Oficerskim Orderu Odrodzenia Polski, Krzyżem Niepodległości z Mieczami, Złotym Krzyżem Zasługi, Krzyżem Armii Krajowej, Krzyżem Partyzanckim, Złotym Krzyżem „Za Zasługi dla ZHP” z Rozetą i Mieczami, Medalem Komisji Edukacji Narodowej i Odznaką „Zasłużony Działacz Kultury”, Złotą Odznaką Polskiego Czerwonego Krzyża, Złotą Honorową Odznaką PTTK i licznymi wyróżnieniami władz województwa mazowieckiego i krakowskiego oraz ziemi pruszkowskiej.
Pochowany na cmentarzu w warszawskich Gołąbkach.